# Viorel Iordăchescu
Viorel Iordăchescu est un joueur d'échecs moldave né le 20 avril 1977. Grand maître international depuis 1999, il a remporté le  championnat de Moldavie en 2016.
Au 1er juin 2016, Iordăchescu est le numéro deux moldave avec un classement Elo de 2 584.

## Compétitions par équipe
Iordăchescu a représenté la Moldavie lors de dix olympiades consécutives de 1994 à 2012 (il jouait au deuxième échiquier derrière Viktor Bologan en 1998 et de 2002 à 2012) .

## Tournois individuels
Iordăchescu a gagné les tournois de Bucarest (Mémorial Ciocâltea) en 1996, 2000 et 2003, Kiev en 2000, l'open de Flessingue en 2005 (ex æquo avec L'Ami, Nijboer, Stellwagen et Megaranto), le tournoi d'échecs de Reggio Emilia en 2006-2007 et l'open de Dubai en 2010.